# パンケ山
パンケ山（パンケやま）は、北海道の中川郡中川町と枝幸郡中頓別町の2町にまたがる標高631.9mの山である。
山頂には一等三角点「下沢岳」が設置されている。

## 概要
宗谷丘陵の中でも比較的地形が険しい南部に位置し、南峰（標高610m程度）との双耳峰をなす。
山名はアイヌ語の「パンケ（川下の）」に由来する。対してペンケ山は「ペンケ（川上の）」が由来である。アイヌの伝説では、元々パンケ山とペンケ山は連なった大きな山であったが大津波で中央が切れてしまい、それが日本海へ押し出されたのが利尻山であるという話がある。

## 登山
山頂間近を林道が通じているが、ペンケ山の中川町側一体は北海道大学の天塩研究林の敷地内となっているため、車で通行する場合は許可が必要となる。林道からは山頂まで直線距離で50m程度とかなり近距離であるが笹の藪漕ぎを強いられる。